# Polar-Smaragdlibelle
Die Polar-Smaragdlibelle (Somatochlora sahlbergi Trybom, 1889) ist eine nach dem finnisch-schwedischen Naturwissenschaftler Carl Reinhold Sahlberg (1779–1860) benannte Libelle aus der Familie der Falkenlibellen (Corduliidae). Sie kommt hauptsächlich im Norden Russlands, aber auch in Nordeuropa, Alaska und Kanada vor. 

## Merkmale
Die Körperlänge der Polar-Smaragdlibelle beträgt 48 bis 50 Millimeter, davon entfallen 32 bis 35 Millimeter auf das Abdomen. Die Flügelspannweite liegt zwischen 65 und 70 Millimetern. In Ruhestellung werden sie seitlich vom Körper abstehend getragen.
Sowohl bei der männlichen als auch bei der weiblichen Polar-Smaragdlibelle ist der Körper nahezu einheitlich leicht bronzegrün gefärbt. Wie bei allen Falkenlibellen hat auch diese relativ große Facettenaugen (oculi compositi) und eine markant vorspringende Stirn (frons). Auf beiden Seiten des Oberkiefers (mandibula) ist unterhalb der Fühler (antennae) jeweils ein gelbes Abzeichen deutlich erkennbar. Die Männchen unterscheiden sich von anderen Falkenlibellen durch die kräftigen, hinten fast rechtwinklig nach oben gebogenen oberen Hinterleibsanhänge (cercus), die dicht mit weichen Borsten versehen sind. In den Vorderflügeln der Weibchen verläuft je eine Anal-Kubitalvene. Da andere Arten dieser Gattung je zwei dieser Venen haben, kann man die Polar-Smaragdlibelle hieran deutlich unterscheiden. Die gelben Basalflecken auf den Flügeln fehlen beim Weibchen. Die Genitalplatte ist verhältnismäßig klein, und das dritte Abdominalsegment ist bei den Weibchen stark verengt.

## Fortpflanzung
Die Eier werden ufernah ins seichte Wasser auf dem Grund abgelegt, wo sich auch die geschlüpfte Larve über mehrere Jahre entwickelt. Erreichen die Larven die letzte Häutung vor dem Stadium der Imago, klettern sie an Pflanzen oder ähnlichem zur Wasseroberfläche. Über der Wasseroberfläche schlüpft die Libelle und verbleibt so lange, bis sich das Exoskelett gehärtet hat und die Flügel voll entfaltet sind.
Zählungen haben ergeben, dass die meisten Larven in Höhe der nordischen Baumgrenze vorkommen. Ihr Kopf ist stark eingeengt vom restlichen Körper abgesetzt, die Augen sind vergleichsweise groß. Die Antennen sind dunkel geringt, besonders in den letzten Larvalstadien. Die Imagines entfernen sich normalerweise nicht weit vom Entwicklungsgebiet.

## Vorkommen
Das Verbreitungsgebiet der Polar-Smaragdlibelle erstreckt sich hauptsächlich über den gesamten Norden Russlands, kommt aber auch in Nordeuropa, Alaska und Kanada vor. Die Flugzeit dauert maximal von Juni bis Oktober, hauptsächlich aber nur von Juli bis August. Sie bewohnt von Torfmoos-, Seggen- und Dickichten ähnlicher Pflanzen umgebene mittelkleine Seen, Altarme von Flüssen, Teiche und Moore. 

## Etymologie
Das taxonomische Epitheton der Polar-Smaragdlibelle wurde nach dem finnischen Entomologen und Botaniker Carl Reinhold Sahlberg sahlbergi genannt. Er gilt als einer der wissenschaftlichen Begründer der Biologie Finnlands.